# Classe Pegasus
Pour les articles homonymes, voir PHM.

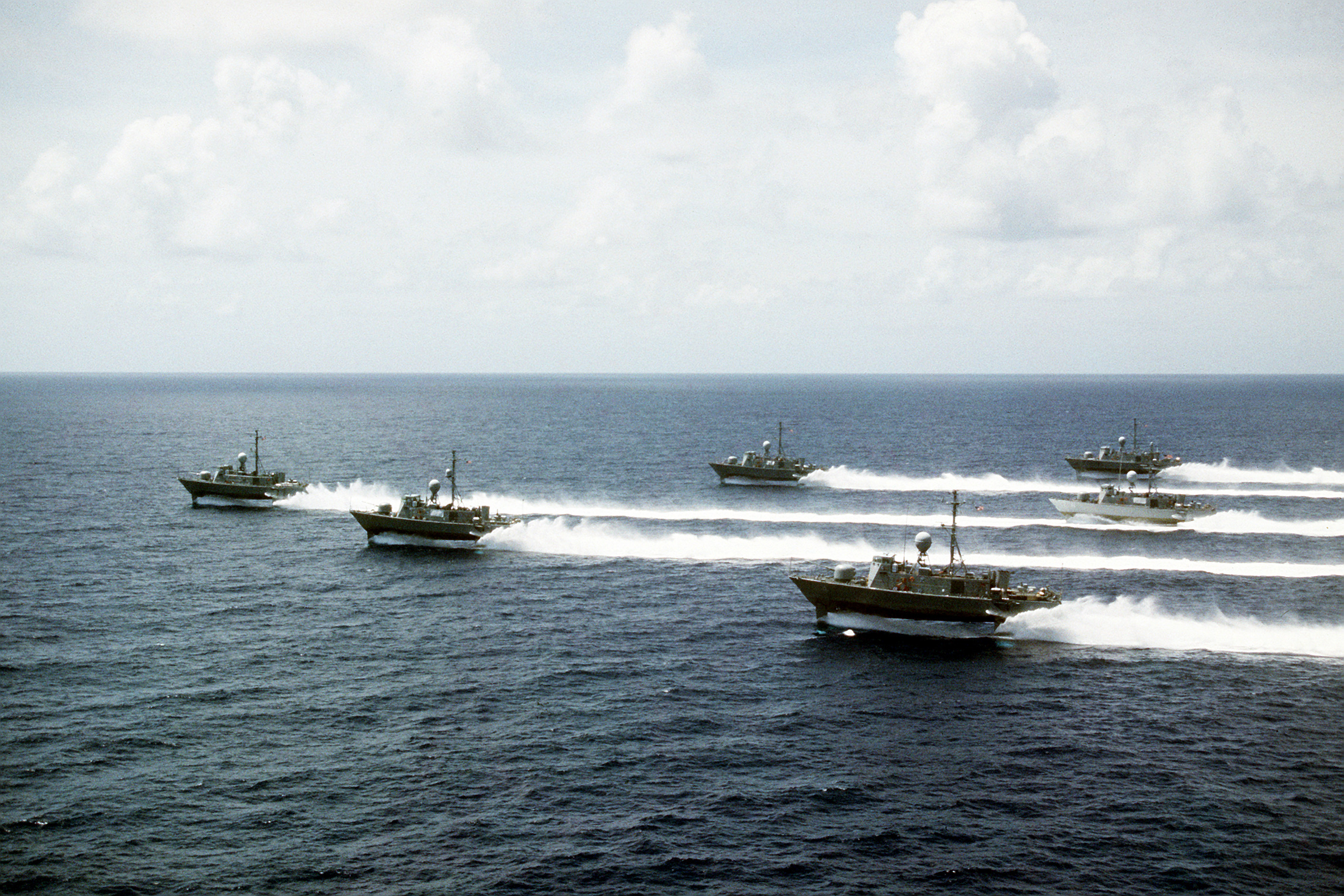
Les six patrouilleurs de classe Pegasus.

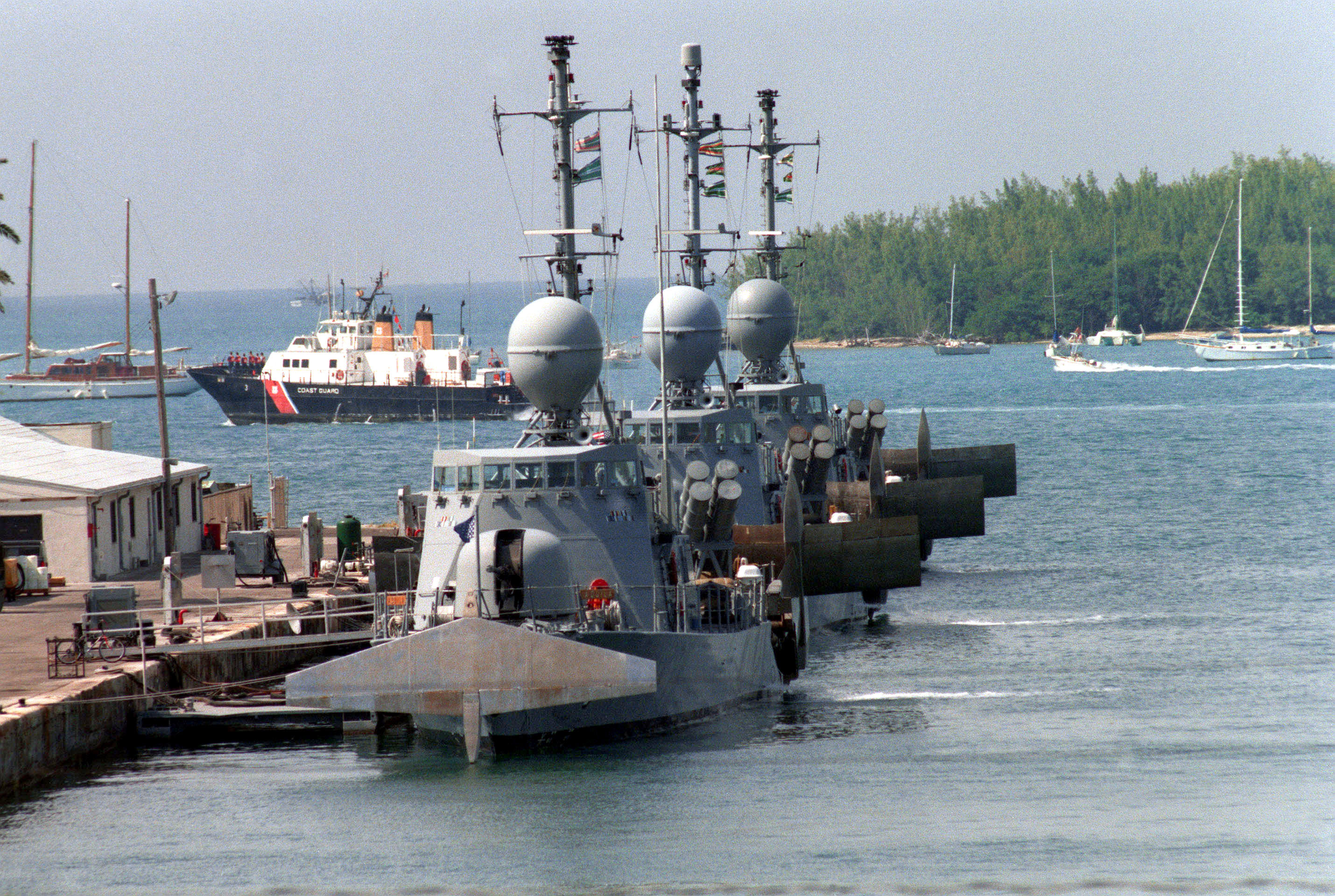
Trois hydroptères de classe Pegasus amarrés, leurs foils hors de l'eau.

La classe Pegasus ou PHM (pour Patrol, Hydrofoil, Missile) est une série d’hydroptères militaires, conçus pour tenir le rôle de patrouilleurs d’attaque rapide dans l’US Navy, où elle sera active entre 1977 et 1993. Originellement destinés aux opérations de l’OTAN en mer du Nord et Baltique, six hydroptères de cette classe ont été commandés par la Navy et seront utilisés pour des opérations côtières en mer des Caraïbes ; les autres marines de l’OTAN, notamment l’Allemagne de l'ouest et l’Italie, s’étant retirées du projet. Les Pegasus obtiendront de nombreux succès dans la lutte contre le trafic de stupéfiants dans les Caraïbes.

## Historique

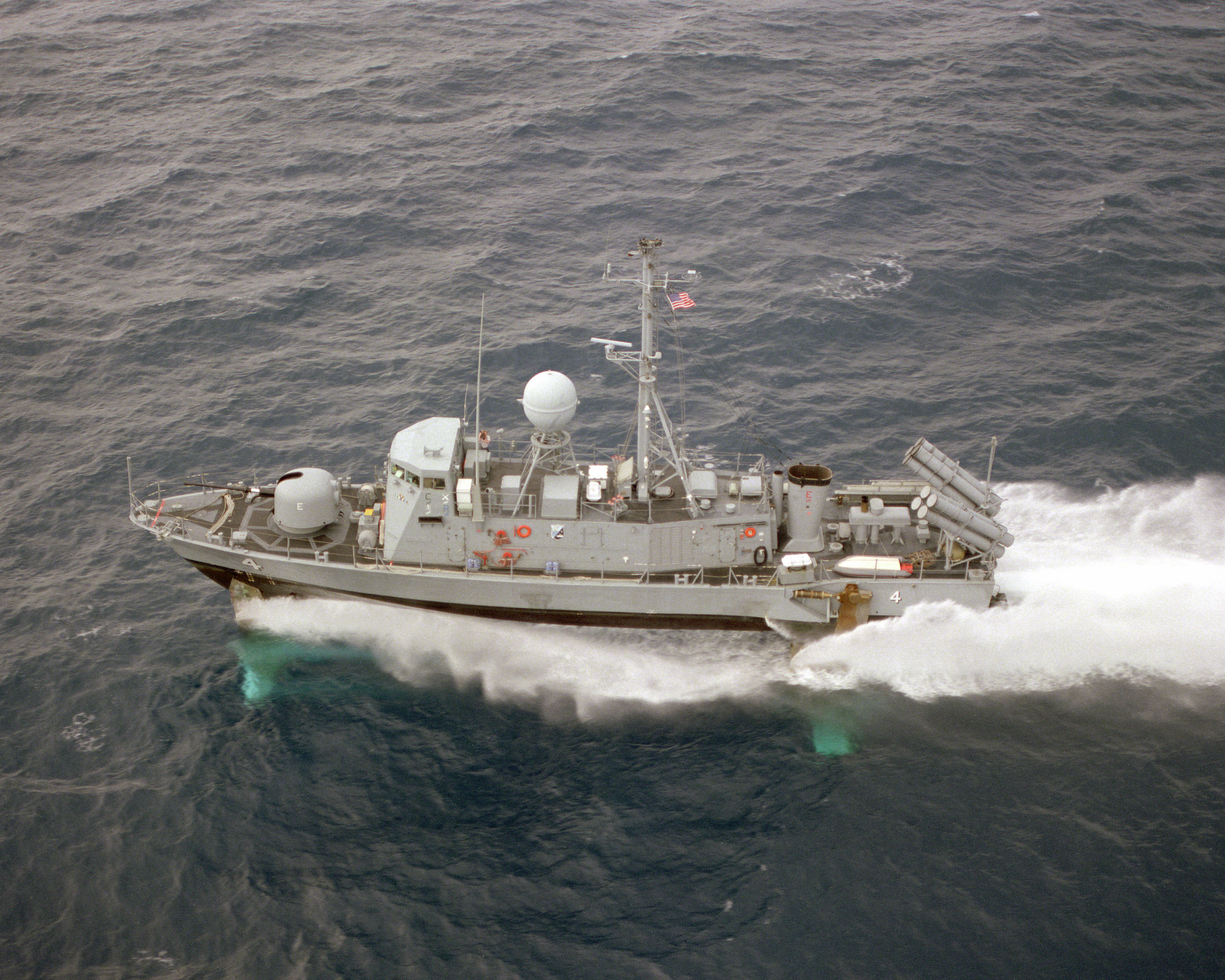
L'USS Aquila (PHM-4)

À la fin des années 1960, l’OTAN lance un appel d’offres portant sur un petit navire de guerre rapide, destiné à contrer les nombreux navires lance-missiles en service dans les marines du Pacte de Varsovie, comme ceux des classe Komar et Osa. Pour ce faire, un hydroptère paraît la meilleure solution.  
En 1970, l’amiral Elmo Zumwalt, fraîchement nommé chef des opérations navales et partisan d’une augmentation du nombre de navires pour un coût limité, décide de la participation des États-Unis au programme d’hydroptère de l'OTAN. La Navy propose alors que concept de PHM soit choisi par l’Alliance, le programme restant dirigé par les États-Unis ; deux prototypes sont commandés en 1972. D’autres marines de l’OTAN s’intéressent au projet : la Marina militare et la Bundesmarine signent des lettres d’intention de participation au programme, et tandis que la Royal Navy et la Marine royale canadienne étudient la possibilité d’y participer. Il est alors prévu que l’US Navy acquière jusqu'à trente PHM, l’Allemagne de l’Ouest dix, et l’Italie quatre,,. 
Après le départ à la retraite de l’amiral Zumwalt, la Navy choisit de rediriger le budget alloué aux PHM vers des navires de plus grande taille. La construction de la tête de classe, le Pegasus, s’en trouve retardée, tandis que la construction des autres navires ne démarre pas. Il faudra l’implication du congrès pour que six navires soient achevés, alors que les difficultés rencontrées par le projet conduisent au retrait des parties étrangères. 
Les navires de classe Pegasus sont propulsés, lorsqu’ils sont dans l’eau, par deux moteurs turbodiesel Mercedes-Benz de 800 chevaux, entraînant des hydrojets (conçus par le fabricant de moteurs-fusées Aerojet) autorisant une vitesse de 12 nœuds. La propulsion en vol est assurée par une turbine à gaz General Electric LM2500 entrainant un grand hydrojet, permettant d'atteindre une vitesse de plus de 48 nœuds. 
L’armement est important eu égard à la taille du navire. Il consiste en deux groupes de quatre lanceurs de missiles antinavires RGM-84 Harpoon, et un canon de 76 mm Oto Melara. La version ouest-allemande aurait dû être équipée du MM38 Exocet au lieu du Harpoon. 
Le Pegasus ayant été construit plusieurs années avant le reste des navires de la classe, il présente de légères différences avec eux, comme son système de conduite de tir. 
Les six navires sont construits par Boeing dans son usine de Renton, au sud du lac Washington. Ils sont ensuite stationnés à la Naval Air Station Key West. La maîtrise d’œuvre du projet est assurée, en plus de Boeing, par Sperry Corporation pour le système de conduite de tir MK 92 Mod 1, Hollandse Signaalapparaten et Sperry pour la conduite de tir WM 28, OTO-Melara pour le canon et NAVSEC pour l’aide à la conception. 
Les solutions techniques employées sur les PHM sont basées sur celles employées sur l’USS Tucumcari (PGH-2), qui avait fait démontré son efficacité au Vietnam, avant de s’échouer à proximité de Porto-Rico. Elles avaient été préférées à celles choisies par Grumman pour son Flagstaff, construit au même moment et pour répondre au même cahier des charges. La solution des foils associés à une propulsion par hydrojet se retrouve sur les hydroptères civils Boeing Jetfoil.
Les PHM seront rapidement retirés du service, jugés peu rentables pour les missions pouvant leur être allouées dans Navy désormais plus orientée vers les missions offensives que la patrouille côtière. Les navires sont alors envoyés à la ferraille, sauf l’USS Aries, conservé comme navire-musée à Brunswick, dans le Missouri ; et l’USS Gemini, transformé en yacht avant d’être également mis à la ferraille.

## Navires de la classe
- Pegasus (PHM-1) (9 juillet 1977 – 30 juillet 1993), d’abord nommé Delphinus
- Hercules (PHM-2) (18 décembre 1982 – 30 juillet 1993)
- Taurus (PHM-3) (10 octobre 1981 – 30 juillet 1993)
- Aquila (PHM-4) (26 juin 1982 – 30 juillet 1993)
- Aries (PHM-5) (18 septembre 1982 – 30 juillet 1993)
- Gemini (PHM-6) (13 novembre 1982 – 30 juillet 1993)